# Fachgesellschaft für Ernährungstherapie und Prävention
Die Fachgesellschaft für Ernährungstherapie und Prävention (FET) e. V. ist ein gemeinnütziger Verein mit Sitz in Frankfurt am Main. Am 16. November 1999 wurde die Gesellschaft für Ernährungsmedizin und Diätetik gegründet. Ihre Mitglieder sind neben Ernährungsmedizinern, Ernährungswissenschaftlern oder Diätassistenten auch mehrere Unternehmen aus der Industrie.
Im Jahr 2006 vergab die Gesellschaft erstmals die diaita Auszeichnung. Außerdem veröffentlichte die Gesellschaft die IVW-geprüfte Fachzeitschrift diaita – Zeitschrift für Diätetik.
Der Verein geriet in die Kritik, da mutmaßlich Werbung betrieben wurde. Aufgrund der Kritik der Medien, der Wünsche der Mitglieder und einer veränderten Führungsstruktur des Vereins ergaben sich grundlegende Neuerungen vor allem hinsichtlich der Zielsetzung des Vereins. Mit der Umbenennung in Fachgesellschaft für Ernährungstherapie und Prävention e. V. wurde die Satzung des Vereins grundlegend überarbeitet. Ein neues Leitbild wurde festgelegt. Heute stehen neben einer gesunden Ernährung vor allem Nachhaltigkeit, ökologische und soziale Aspekte im Vordergrund der Aufmerksamkeit des Vereins.
Die Zielsetzungen des Vereins sind Patienten und Verbraucher unabhängig zu informieren, aktuelle Forschungsergebnisse und die gängigen Ernährungsempfehlungen kritisch zu hinterfragen, ein kritischer Umgang mit Medien und Werbung sowie industriellen Interessen, die Förderung der Verbraucherbildung sowie Fort- und Weiterbildungsmaßnahmen von Ernährungsfachkräften anzubieten und zu unterstützen.
Die Ernährungsempfehlungen des Vereins gehen hin zu natürlichen, möglichst unverarbeiteten und regionalen Nahrungsmitteln sowie zu einer qualitativ hochwertigeren, fett- und proteinreicheren Ernährung. Hierbei stellt der Verein heraus, ein gesteigertes Bewusstsein für Lebensmittel zu schaffen und den Verbrauchern und Mediatoren zu einem sichereren Umgang mit Nahrungsmitteln zu verhelfen.